# Steinspoint

Stadel des Parallelhofes Steinspoint in der Bachelfeldstraße 1 von Westach

Steinspoint (um 1840 Steibold) ist ein Gemeindeteil des Marktes Isen im oberbayerischen Landkreis Erding.

## Lage
Die Einöde Steinspoint liegt 1,5 Kilometer südwestlich des Isener Marktplatzes in der Gemarkung Westach.

## Gebäude
Der Riegel-Bundwerkstadel des Parallelhofes Steinspoint in der Bachelfeldstraße 1 von Westach stammt aus dem ersten Viertel des 19. Jahrhunderts. Er ist in der Liste der Baudenkmäler in Isen aufgeführt.
Der Hofname Peterbauer (gesprochen: baedà-bauà) des Biohofs Steinspoint 1 stammt wohl von der umgangssprachlichen Beschreibung Pointer Bauer ab.

## Bevölkerungs- und Ortsentwicklung
Um 1861 lebten in Steinspoint zehn Einwohner in drei Gebäuden. Im Mai 1987 lebten dort 13 Einwohner in zwei Wohnhäusern.
| Jahr      | 1861 | 1871 | 1925 | 1950 | 1970 | 1987 |
| Einwohner | 10   | 23   | 13   | 9    | 11   | 13   |

Der Biohof Steinspoint 1 wird als Demeter-Milchviehbetrieb mit etwa 38 Kühen und Rindern geführt. Die Kühe dürfen ihre Kälber selbst aufziehen. Die Kälber, die nicht am Hof bleiben sollen, werden ausschließlich regional vermarktet. Die Hofbesitzer bewirtschaften etwa 40 Hektar extensiv, davon etwa 18 Hektar Ackerland und 22 Hektar Grünland. Sie achten auf eine schonende Bodenbearbeitung, Humusaufbau und eine mehrjährige Fruchtfolge und die Verwendung von biodynamischen Pflanzenschutz-Präparaten.
In Steinspoint 2 ist eine Garten- und Landschaftsbaufirma ansässig und in Steinspoint 2a ein auf Elektroinstallation, Beleuchtung, regenerative Energien sowie Steuerungs- und Kommunikationstechnik spezialisierter Fachbetrieb.